# Bašmakovskij rajon
Il Bašmakovskij rajon (in russo Башмаковский район?) è un rajon dell'Oblast' di Penza, nella Russia europea. Istituito nel 1928, il suo capoluogo è Bašmakovo.